# 8552 Хьоїті
8552 Хьоїті (8552 Hyoichi) — астероїд головного поясу, відкритий 20 квітня 1995 року.
Тіссеранів параметр щодо Юпітера — 3,298.